# Trachinus araneus
La tracina ragno (Trachinus araneus) è un pesce di mare appartenente alla famiglia Trachinidi.

## Distribuzione e habitat

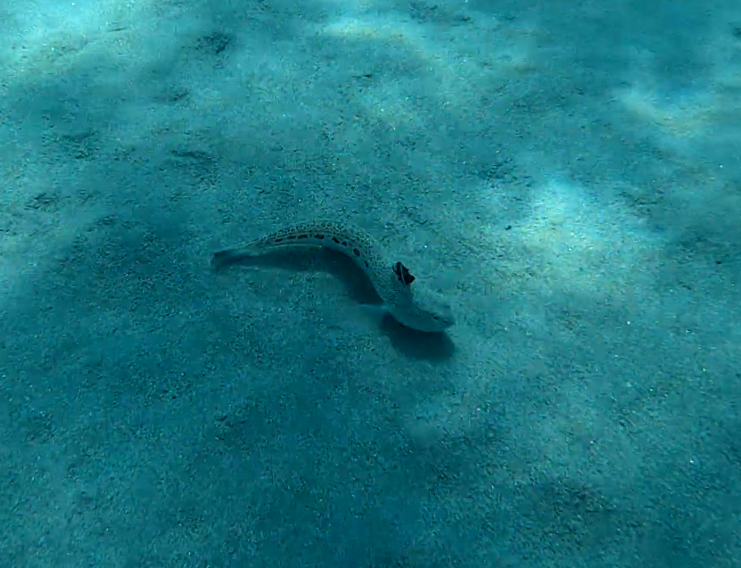
Una Trachinus araneus nei pressi di Capo Comino, in Sardegna.

Presente nel mar Mediterraneo e nell'Oceano Atlantico tra il Portogallo e l'Africa del sud. È la tracina meno comune nei mari italiani.
Vive su fondi sabbiosi tra 5 e 100 metri.

## Descrizione

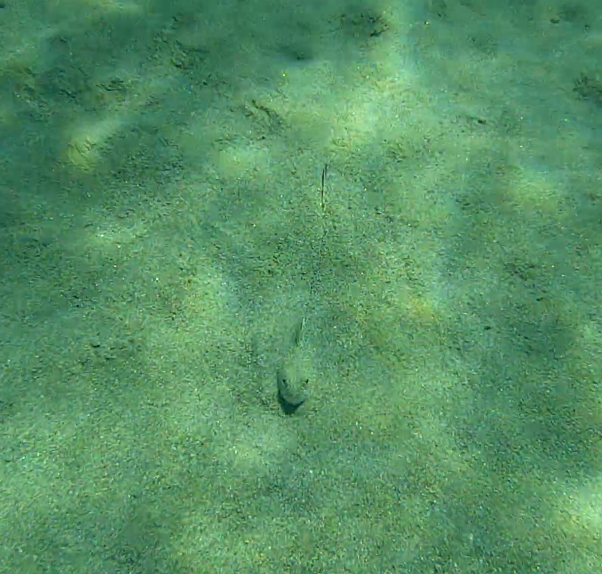
Trachinus araneus che si nasconde sotto la sabbia.

Simile alle altre tracine, soprattutto a T. radiatus da cui si distingue soprattutto per la livrea che è beige giallastra fittamente punteggiata di scuro con una fila di grosse macchie scure su ogni fianco.
Può raggiungere 45 cm di lunghezza.

## Alimentazione
Predatrice, si nutre di pesci e di altri animaletti che uccide con le spine velenose della prima pinna dorsale e dell'opercolo.

## Riproduzione
Estiva. Le uova e le larve sono pelagiche.

## Biologia
Passa gran parte del suo tempo infossata nella sabbia da cui fuoriescono solo gli occhi. Appena passa una preda mostra una insospettabile agilità lanciandosi velocissima per trafiggerla in pochi attimi con le spine velenose.

## Pesca e veleno
Come il Trachinus draco questa specie risulta particolarmente aggressiva ed è successo che attaccasse dei subacquei.